# Contea di Hong'an

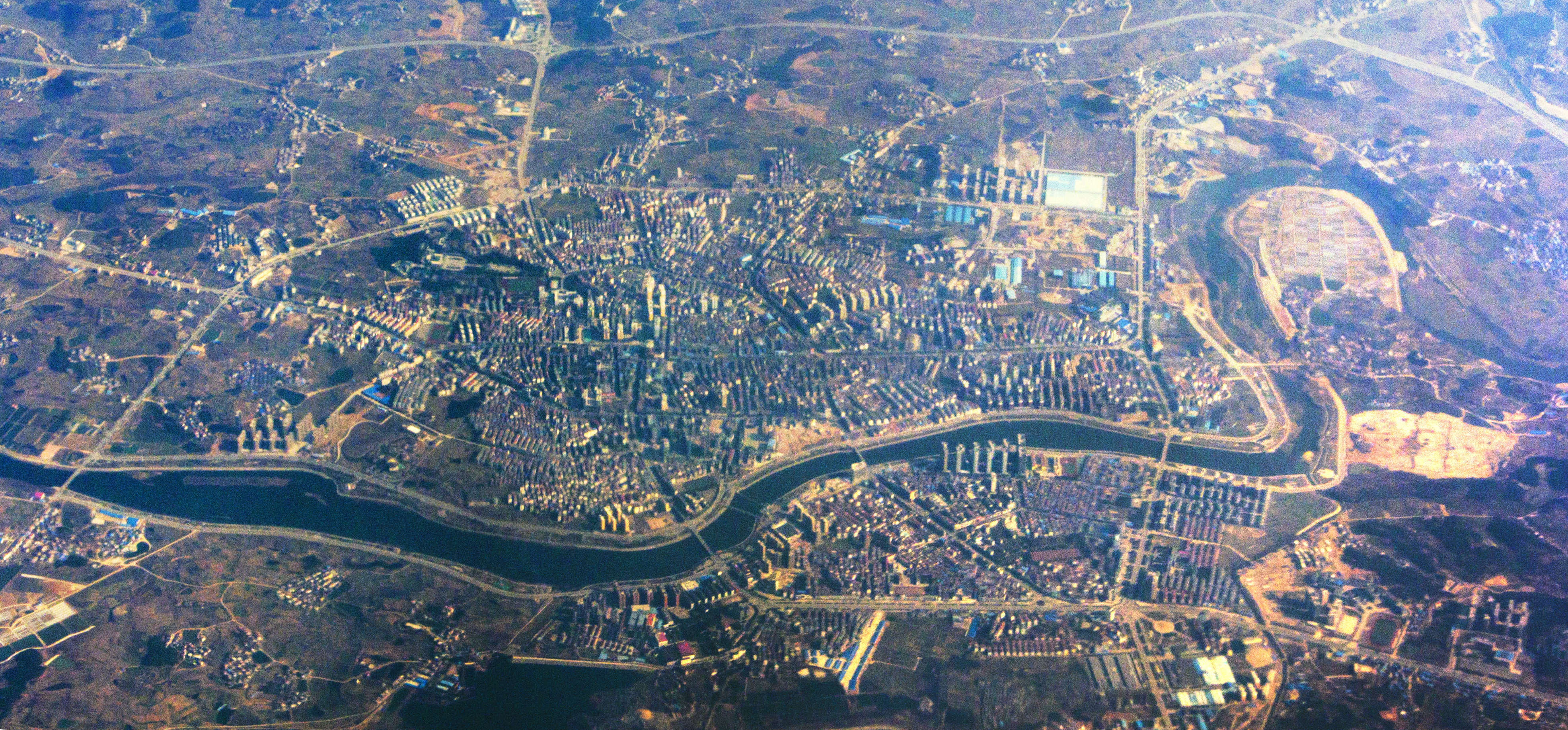
La contea di Hong'an vista dall'alto

La contea di Hong'an (红安县S, Hóng'ān XiànP) è una contea della Cina, situata nella provincia di Hubei e amministrata dalla prefettura di Huanggang.